# Leslie Hawkins
Leslie Hawkins est une chanteuse nord-américaine qui fut de décembre 1975 à octobre 1977 une des trois choristes de Lynyrd Skynyrd en compagnie de Cassie Gaines et JoJo Billingsley, le trio étant surnommé The Honkettes par Ronnie Van Zant. Elle est à ce jour la dernière survivante du trio.
Leslie Hawkins fut très grièvement blessée dans l'accident d'avion qui décima Lynyrd Skynyrd le jeudi 20 octobre 1977. Elle souffrit en particulier de multiples contusions au visage nécessitant de nombreuses opérations de chirurgie esthétique, ainsi que de problèmes aux vertèbres cervicales entraînant une paralysie partielle. Ces graves blessures ont de plus eu un impact psychologique certain sur Leslie Hawkins qui n'a plus jamais repris une activité professionnelle régulière dans le monde de la musique. 
En 2005, elle renoua avec The Honkettes en accompagnant The Saturday Night Special Band, groupe composé d'anciens membres de Lynyrd Skynyrd dont Ed King, Artimus Pyle et JoJo Billingsley. L'objectif de l'opération était de récolter des fonds au profit des victimes de l'ouragan Katrina.
Leslie Hawkins est mariée, mère de deux enfants et a trois petits-enfants. Elle réside à Jacksonville.